# Bubo bengalensis
Il gufo reale indiano (Bubo bengalensis (Franklin, 1831)) è un grande rapace notturno della famiglia degli Strigidi, diffuso nel subcontinente indiano.

## Biologia

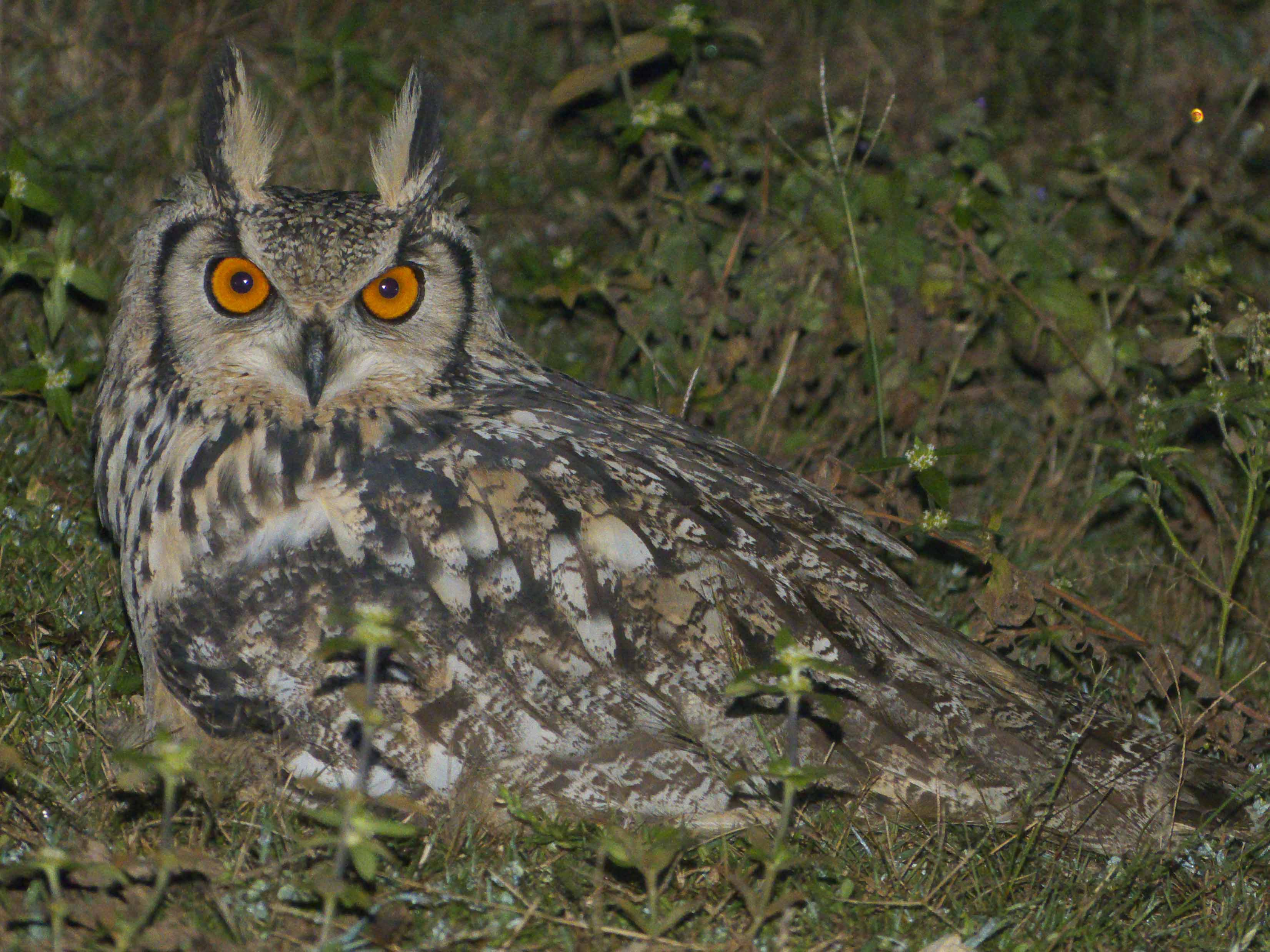

Caccia nelle foreste tropicali, talvolta arrivando fino ai centri urbani. Caccia mammiferi, uccelli e rettili.

## Distribuzione e habitat
La specie è diffusa in India, Nepal e Pakistan.

## Sistematica
Il Bubo bengalensis in passato era considerata una sottospecie del Bubo bubo con il nome Bubo bubo bengalensis.